# Шампанье (Верхняя Сона)
Шампанье́ (фр. Champagney) — коммуна во Франции, находится в регионе Франш-Конте. Департамент — Верхняя Сона. Административный центр кантона Шампанье. Округ коммуны — Люр.
Код INSEE коммуны — 70120.

## География
Коммуна расположена приблизительно в 350 км к востоку от Парижа, в 75 км северо-восточнее Безансона, в 45 км к востоку от Везуля.
По территории коммуны протекает река Раэн. Большая часть территории коммуны покрыта лесами.

## Население
Население коммуны на 2010 год составляло 3770 человек.
| 1962 | 1968 | 1975 | 1982 | 1990 | 1999 | 2010 |
| ---- | ---- | ---- | ---- | ---- | ---- | ---- |
| 2851 | 2912 | 3068 | 3275 | 3283 | 3309 | 3770 |

## Экономика
В 2010 году среди 2366 человек трудоспособного возраста (15—64 лет) 1647 были экономически активными, 719 — неактивными (показатель активности — 69,6 %, в 1999 году было 67,2 %). Из 1647 активных жителей работали 1471 человек (804 мужчины и 667 женщин), безработных было 176 (75 мужчин и 101 женщина). Среди 719 неактивных 185 человек были учениками или студентами, 299 — пенсионерами, 235 были неактивными по другим причинам.

## Достопримечательности
- Сводчатая каменная хижина для хранения продуктов и вина (XVI век). Исторический памятник с 1992 года[3]

## Фотогалерея
- Шампанье
- Замок Уйер
- Шахтёрский посёлок